# Cabanillas del Campo
Cabanillas del Campo è un comune spagnolo di 9 794 abitanti (2016) situato nella comunità autonoma di Castiglia-La Mancia.
Il comune comprende la località di Valbueno.